# Kurkela
Kurkela (även: Kuusjoki kyrkoby, finska: Kuusjoen kirkonkylä) är en tätort (finska: taajama) i Salo stad (kommun) i landskapet Egentliga Finland i Finland. Fram till 2009 var Kurkela centralorten för Kuusjoki kommun. Vid tätortsavgränsningen den 31 december 2021 hade Kuusjoki kyrkoby 512 invånare och omfattade en landareal av 1,87 kvadratkilometer.
I Kurkela finns bland annat Kuusjoki kyrka.